# Jadwiga Zaremska
Jadwiga Zaremska z domu Pruszkowska (ur. 15 lutego 1914 w Częstochowie, zm. 22 marca 1997 w Warszawie) – polska jubilerka, złotniczka i malarka. Tworzyła w duecie artystycznym z mężem Jerzym Zaremskim. Są uważani za pionierów polskiej szkoły srebra – trendu w polskiej biżuterii drugiej połowy XX w., polegającego na tworzeniu jej ze srebra kształtowanego na gorąco.

## Życiorys
W latach 1932–1936 Jadwiga Pruszkowska kształciła się w Miejskiej Szkole Sztuk Zdobniczych i Malarstwa w Warszawie. Następnie, w okresie 1936–1939, studiowała na warszawskiej Akademii Sztuk Pięknych, w pracowni malarstwa u stryja Tadeusza Pruszkowskiego. Ze względu na stan zdrowia studiów tych nie ukończyła. Między 13.05.1943 a 27.01.1945 była więziona w niemieckim obozie koncentracyjnym Auschwitz-Birkenau.  W 1945 wyjechała do Opola, gdzie w tym samym roku poznała i poślubiła Jerzego Zaremskiego. Rok później przyszedł na świat pierwszy syn pary, Tomasz, podobnie jak jego bracia, Marcin (ur. 1951) i Łukasz (ur. 1954), projektant i twórca biżuterii artystycznej.
Od 1946 Zaremscy prowadzili własną pracownię metaloplastyczną (złotniczą). Projektowali biżuterię dla Biura Nadzoru Estetyki Produkcji, Instytutu Wzornictwa Przemysłowego, Cepelii. Współpracowali z Desą oraz Związkiem Polskich Artystów Plastyków. W drugiej połowie lat 60. uczyli na Akademii Sztuk Pięknych w Warszawie, gdzie w okresie 1968–1970 Jadwiga prowadziła zajęcia z metaloplastyki.
Pierwsza indywidualna wystawa twórczości Zaremskich miała miejsce w 1962 w Zachęcie i wzbudziła kontrowersje w warszawskim środowisku artystycznym co do uznania biżuterii artystycznej za gałąź sztuki. Jednocześnie artyści cieszyli się coraz większym uznaniem w kraju i za granicą.
W 1980 Jadwiga wraz z mężem i synami przystąpiła do grupy Muzeum, skupiającej twórców biżuterii artystycznej związanych z Muzeum Sztuki Złotniczej w Kazimierzu Dolnym. Po śmierci Jerzego w 1986 zakończyła działalność artystyczną.

## Twórczość Zaremskich
Zaremscy należeli do pierwszych twórców, którzy po II wojnie światowej zajęli biżuterią artystyczną. Ponieważ po 1945 indywidualna obróbka złota została zabroniona, obiekty wykonywali w srebrze. Początkowo tworzyli masywną srebrną biżuterię utrzymaną w stylistyce ludowej, co wpisywało się w ówczesne założenia programowe sztuki użytkowej. Były to obiekty symetryczne, zdobione prześwitami i łańcuszkami, nawiązujące do kowalstwa ludowego. 
Z czasem artyści zwrócili się ku abstrakcyjnym kompozycjom przestrzennym ze srebra formowanego na gorąco. Trend ten upowszechnił się w polskiej biżuterii artystycznej II połowy XX w., zyskując miano polskiej szkoły srebra. Rolę dominującego akcentu w takich obiektach pełniły u Zaremskich prześwit, kolorowe metale, szkło lub emalia, później również kamienie ozdobne. Oprócz srebra artyści wykonywali również biżuterię w miedzi.
Prace artystów znajdują się w zbiorach Muzeum Narodowego w Warszawie, Muzeum Sztuki Złotniczej w Kazimierzu Dolnym, Muzeum w Gliwicach, Muzeum Biżuterii w Phortzheim oraz Muzeum Szkła i Biżuterii w Jabloncu.

## Wystawy
1947 – Salon Sztuki Nike, J.Zaremski – biżuteria artystyczna, Warszawa, wrzesień                                                                                                                        
- 1948 – Wystawa Przemysłu Artystycznego, Muzeum Narodowe, Warszawa, następnie objazdowa po USA i Kanadzie
- 1948 – Wystawa Ziem Odzyskanych. Wystawa-konkurs Izby Rzemieślniczej w Katowicach, Wrocław
- 1948 – Wystawa polskiej sztuki ludowej i przemysłu artystycznego, Sztokholm
- 1948 – Wystawa polskiej sztuki ludowej i przemysłu artystycznego, Płowdiw
- 1949 – Międzynarodowe Targi Poznańskie, ekspozycja własna, Poznań
- 1949 – Wystawa polskiej sztuki ludowej i przemysłu artystycznego, Paryż
- 1950 – Polska Wystawa Przemysłu Lekkiego, stoisko przemysłu artystycznego, Moskwa
- 1951 – Wystawa Malarstwa, Rzeźby,Grafiki, Architektury Wnętrz i Sztuki Dekoracyjnej. ZPAP Okręgu Warszawskiego, Warszawa, maj/czerwiec
- 1952 – I Ogólnopolska Wystawa Architektóry Wnętrz i Sztuki Dekoracyjnej, Zachęta, Warszawa, maj/lipiec1
- 1956 – Wystawa Złotnictwa organizowana przez Ministerstwo Handlu Wewnętrznego,  Warszawa, Katowice, Poznań.
- 1957 – II Ogólnopolska Wystawa Architektury Wnętrz i Sztuki Dekoracyjnej, Zachęta, Warszawa
- 1957 – Wystawa Polskiej Sztuki Użytkowej, IWP, Genewa.
- 1958 – Inowacje Ludowe w Polskim Wzornictwie, IWP, Pekin, Szanghaj, Kanton
- 1958 – Exposition de L'Art Polonais Contemporain, MKiS, Kair, Damaszek, Aleksandria, Bagdad
- 1959 – Inowacje Ludowe w Polskim Wzornictwie (w ramach kongresu AICA), IWP, Warszawa
- 1960 – Kezö-Müwesznok Nemzekoi Kiallitasa, IWP, Budapeszt
- 1960 – Internationales Kunsthandwerk, Landesgewerbeamt, Stutt-gart. Ausstellungssal der Österreichen Stadtsdruckerei Vien, Wiedeń
- 1961 – Inowacje Ludowe w polskim Wzornictwie, IWP, Lipsk
- 1961 – Targi Wzornictwa Przemysłowego, PKiN, Warszawa
- 1962 – I Indywidualna Wystawa, Zachęta, Warszawa
- 1963 – Wystawa Malarstwa, Rzeźby i Grafiki "Oświęcim", Teatr Narodowy, Warszawa
- 1963 – Wystawa Sztuki Użytkowej z cyklu Polskie Dzieło Plastyczne w XV-lecie PRL, Zachęta, Warszawa, styczeń/luty
- 1964 – Archeologia w Plastyce, Muzeum Archeologiczne, Warszawa.
- 1964 – Wystawa Polskiej Sztuki Użytkowej, Bukareszt, Budapeszt, Praga, Belgrad, Sofia
- 1965 – XLIV Salon Sztuki Dekoracyjnej, Paryż
- 1966 – Gobeliny a Biżuteria, Gobeliny, tkaniny i biżuteria artystyczna, Polski Ośrodek Kultury, ZPAP, Praga, czerwiec
- 1966 – Wandgobelin, Stikerein und kunstlerische Bijouterie, Internationalen Ausstellungszentrum, Berlin, październik
- 1966 – Ausstelung Internationales Kunsthandwerk, Landesgewerbeamt Baden-Baden, Stuttgart
- 1967 – Schmuck Tendenzen '67 Schmuckmuseum, Pforzheim, sierpień/wrzesień
- 1967 – Kunsthandwerk aus Polen, Overstolzenhaus, Kolonia, wrzesień/październik
- 1968 – Ogólnopolska Wystawa Biżuterii Artystycznej, Dom Plastyka ZPAP, Warszawa, lipiec
- 1968 – Form und Qualität,Monachium, marzec
- 1968 – Mezinarodni Vystawa Bizuterie, Jablonec
- 1969 – Form und Qualität,Monachium
- 1970 – Internationale Schmuckausstellung, Handwerkmuseum, Monachium
- 1970 – Schmuck Tendenzen '70, Schmuckmuseum, Pforzheim
- 1970 – Wystawa Biżuterii Jadwigii i Jerzego Zaremskich w 25-lecie pracy twórczej, Zachęta, Warszawa, kwiecień
- 1971 – Biżuteria Artystyczna, Dom Artysty Plastyka, Warszawa
- 1971 – Wystawa Indywidualna,  klub Dyplomatyczny, Jabłonna k.Warszawy
- 1971 – Internationale Schmuckausstellung auf der Handwerkmusse, Monachium, marzec
- 1971 – Gold + Silber, Schmuck + Gerät, Norymberga
- 1971 – Mezinarodni Vystawa Bizuterie, Jablonec
- 1971 – Polish Artistic Jewellery, Ambasada PRL, Dżakarta
- 1972 – Polish Artistic Jewellery, Ambasada PRL, Singapur
- 1972 – Exempla '72, Polnischer Künstlerischer Schmuck und Medaillen, Monachium
- 1972 – Biżuteria Artystyczna Plastyków Okręgowych Warszawskiego, Zamek Książąt pomorskich, ZPAP, Szczecin, marzec
- 1972 – Internationale Schmuckshau 1972 auf der internationalen Handwerkmusse in München, Monachium, kwiecień
- 1973 – Ausstellung der Goldschmiedekunst, Polski Ośrodek Kultury, ZPAP, Berlin
- 1973 – Silberschmuck aus Polen, Landesgewerbeamt Baden-Baden, Stuttgart, wrzesień/listopad
- 1974 – Biżuteria Artystyczna, Polski Ośrodek Kultury, ZPAP, Praga, Bratysława
- 1974 – Silberschmuck aus Polen, Rathaus, Gaggenau
- 1974 – Ceramika – Szkło – Złotnictwo, Galeria ZPAP, Warszawa
- 1974 – Exhibition of Artistic Goldsmithery, Instytut Polski, Sztokholm
- 1974 – Aukcja na Zamek, Zamek Królewski w Warszawie
- 1974 – Polnische Goldschmiedekunst, Berliner Stadtbibliotek, Berlin
- 1974 – Wystawa Biżuterii, Muzeum Historyczne, Kraków, PP "Jubiler"
- 1974 – Quadriennale des Kunsthandwerk Sozialistischer Länder, Erfurt
- 1974 – Mezinarodni Vystawa Bizuterie, Jablonec
- 1974 – Internationale Schmuckschau '74, Handwerkmesse, Monachium
- 1974 – Ogólnopolska Wystawa Architektury Wnętrz, Zachęta, Warszawa, grudzień
- 1975 – Dary na Narodowy Fundusz Zdrowia, Dom Artysty Plastyka, Warszawa
- 1975 – Internationale Schmuckschau '75, Handwerkmesse, Monachium, marzec
- 1975 – Srebro – Bursztyn, Polski Ośrodek Kulturalny, ZPAP, Praga, Budapeszt, Sofia, Berlin, Lipsk
- 1976 – Internationale Schmuckschau, Handwerkmesse, Monachium
- 1976 – Nie wszystek umrę..., Wystawa aktualnej twórczości warszawskich twórców byłych więźniów hitlerowskich więzień i obozów koncentracyjnych, KMPiK, Warszawa
- 1977 – Małe Formy, Dom Artysty Plastyka, Warszawa, kwiecień
- 1977 – Warszawa w sztuce 1977, Galeria MDM, Warszawa
- 1977 – Polens Künstlerscher Silberschmuck, Instytut Polski, Wiedeń, grudzień
- 1977 – Internationale Schmuckschau, Handwerkmesse, Monachium, kwiecień
- 1978 – Künstler aus Polen, Galerie am Gaben, Wiedeń
- 1979 – Stała ekspozycja W Muzeum Sztuki Złotniczej, Kaimierz Dolny
- 1980 – Schmuck Internationale 1900-1980, Künstlerhaus, Wiedeń
- 1980 – Zeitenössischer Schmuck aus Polen, Hanau, Pfortzheim
- 1981 – Wystawa retrospektywna twórczości artystów złotników, członków Grupy Twórczej "Muzeum", Muzeum Złotnictwa, Kazimierz Dolny; prace po sympozjach:    I sympozjum – "Płaszczyzna", wiosna 1980                                                                                                                                                                                                II sympozjum – "Linia", jesień 1980                                                                                                                                                                                                                III sympozjum –"Punkt", wiosna 1981
- 1986 – Jadwiga i Jerzy Zaremscy – 40 lat pracy twórczej, wystawa indywidualna, BWA, Legnica, marzec                                                                                       Źródło:[14]

## Nagrody i wyróżnienia
- 1948 – srebrny medal na Wystawie Ziem Odzyskanych we Wrocławiu
- 1949 – złoty medal na Międzynarodowych Targach w Poznaniu
- 1952 – wyróżnienie na Ogólnopolskiej Wystawie Architektury Wnętrz i Sztuki Dekoracyjnej w Zachęcie w Warszawie
- 1957 – II nagroda na II Ogólnopolskiej Wystawie Architektury Wnętrz i Sztuki Dekoracyjnej w Zachęcie w Warszawie
- 1963 – wyróżnienie na wystawie Polskie Dzieło Plastyczne w XV-lecie PRL w Zachęcie w Warszawie
- 1968 – srebrny i brązowy medal na Międzynarodowej Wystawie Biżuterii w Jabloncu nad Nysą
- 1971 – srebrny medal oraz Diplome d'Honneur Special na Międzynarodowej Wystawie Biżuterii w Jabloncu nad Nysą
- 1974 – złoty medal na Internationale Schmuckschau w Monachium
- 1980 – wyróżnienie na wystawie Srebro '80 w Legnicy

Źródło:

## Prace w zbiorach muzealnych
Muzeum Narodowe w Warszawie
Muzeum Sztuki Złotniczej w Kazimierzu Dolnym
Muzeum Okręgowe w Gliwicach
Muzeum Biżuterii w Phortzheim
Muzeum Szkła i Biżuterii w Jabloncu
Źródło: